# Orientální tanec
Orientální tanec je tanec původem ze Středního východu. V současné době je ve světě velmi rozšířen a těší se velké popularitě. V České republice se také nazývá břišní tanec, v Americe ho nazývají bellydance, ve Francii dance du ventre, v Řecku cifte telli a v Egyptě zase Raqs Sharqi.
Existuje několik druhů orientálního tance. Tyto styly se liší hudbou, na kterou se tančí, kostýmy i jednotlivými tanečními prvky. Některé styly se také tančí pouze při určitých příležitostech.

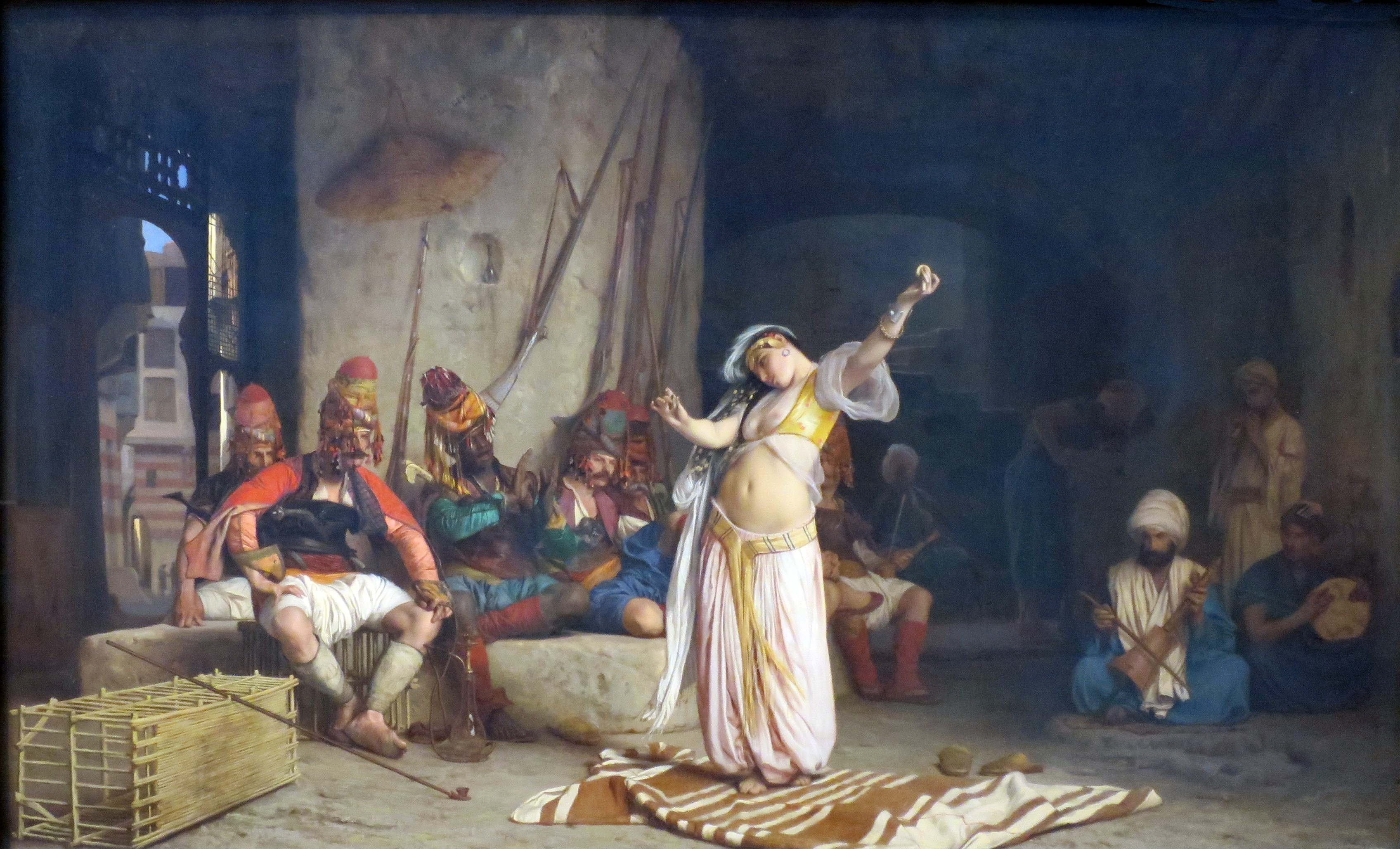
Obraz znázorňující břišní tanečnici od francouzského malíře Jeana Léona Gérôma

## Obecně
V orientálním tanci se střídá několik základních figur, které se pak různě kombinují. V tanci na sebe plynně navazují, aby tanec nevypadal jako cvičení aerobiku. Celkový vzhled tance se může u různých stylů dosti lišit. Jednou je spíše vlnivý a pomalý, jindy rychlý a třesavý. U orientálního tance je velmi významná osobnost tanečnice, jež se v tanci odráží. Důležitý je také výraz a mimika, která tanci dodává na svěžesti, energičnosti a je jeho nedílnou součástí. Na tanečnici by mělo být vidět, že ji tanec baví, má z něj radost a všechny pohyby jsou pro ni přirozené.
Pro začátečnice bývá často obtížné provést některé prvky, protože tělo je ještě ztuhlé a nepoddajné. Po cca 3-4 měsících se ale svaly začínají postupně protahovat a uvolňovat a tanečnice si už nepřipadají tolik neohrabané. Největší satisfakcí je pak radost z improvizovaného tance, kdy si žena tančí podle své momentální nálady a pocitů.

### Základní prvky
- Sunutí hlavou, trupem, pánví (kroužky)
- Kroužky hlavou, rukama, trupem, pánví
- Osmičky pánví, rameny a trupem (osmičky)
- Shimmy rameny, pánví (shimy)
- Akcenty hlavou, rameny, poprsím, boky, pánví
- Vlnění celým tělem (vlny)
- Jednoduché krokové prvky, variace a otočky
- Dropy a kiky
- Twist pánví a rameny (twist)

## Zdravotní účinky
Orientální tanec je určen pro všechny ženy (o mužském orientálním tanci viz níže) bez rozdílu věku, váhové kategorie či úrovně pohybového nadání. Tanec je vhodný dokonce i pro těhotné, jen je potřeba vyhnout se některým, zejména shimmy, prvkům. Ženy s vážnými zdravotními problémy s páteří, klouby nebo komplikovaným těhotenstvím by měly před první návštěvou kurzu raději konzultovat lékaře. Před i po tanci je také dobré se pořádně protáhnout a rozehřát/zklidnit tělo.
Orientální tanec přináší pozitivní účinky jak na fyzickou kondici, tak na psychiku. Tady je třeba zdůraznit správné provádění prvků. Například špatný postoj u tance může způsobit bolesti bederní páteře.
- Fyzické účinky břišního tance
  - zlepšení prokrvení celého těla, pohyblivost a koordinace
  - zlepšení postavení těla
  - zvýšení pružnosti celého těla a síly jednotlivých svalů (namáhány jsou stehenní i lýtkové svaly, svaly trupu a u tance se svíčkami nebo závojem zejména paže)
  - celkové formování postavy
  - posílení svalů dna pánevního a usnadnění porodu
  - zmírnění menstruačních bolestí
  - při tanci se uvolňují svaly v oblasti pánve, což napomáhá léčbě neplodnosti
  - díky stimulaci vnitřních orgánů se upravuje zažívání
  - velmi pomáhá od ztuhlosti krčních svalů a tak i od bolesti (dnes tak časté od sezení u počítače)
- Psychické účinky břišního tance
  - přináší radost a uvolnění
  - odbourává stres
  - zvyšuje sebevědomí
  - pomáhá s psychohygienou a mentálním zdravím
  - sociální začlenění všech věkových skupin žen

## Historie
Názory na původ břišního tance se často velmi liší, obecně lze však říci, že se jeho kořeny nacházejí na Středním východě. Původně se jednalo o tanec plodnosti či tanec rodiček, kdy se těhotná žena připravovala na porod pomocí určitých pohybů. Při samotném porodu tančily spíše ženy okolo ní, skrze tanec jí předávaly ženskou energii a snímaly z ní bolest. Orientální tanec se učily dívky již od velmi útlého věku, aby si posílily svaly na budoucí porod.
Některé prameny uvádějí, že tento tanec rodiček má svůj původ v Africe. Jisté ovšem je, že tanec vznikl před tisíci lety před naším letopočtem a že zvláštní důraz se při tomto tanci klade na břicho jako symbol plodnosti.

## Styly

### Egyptský Raqs sharqi

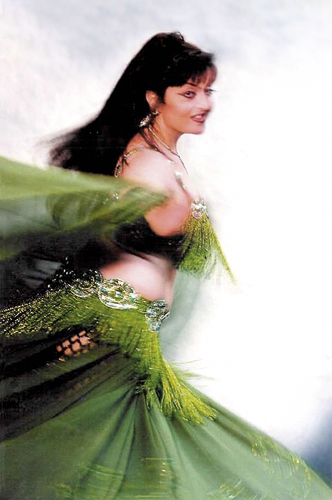
Tanečnice Chryssanthi Sahar Scharf tančící Raqs Sharqi

Slova raqs sharqi znamenají v arabštině tanec východu. Jedná se o styl kabaretní, který má kolébku v Egyptě. U tohoto druhu tance je velmi důležité splynout s hudbou a dávat najevo pocity, které v tanečnici vyvolává. Nejoblíbenější raqs sharqi tanečnice jsou ty, které umí skrze mimiku nejlépe vyjádřit své emoce, a to i přesto, že jejich pohyby jsou jinak jednoduché.
Podobu současného egyptského tance ovlivnily Samia Gamal, Tahiya Karioka a Naima Akef – tanečnice a herečky za zlaté éry egyptské kinematografie. Mezi lety 1960-1980 se objevily nové taneční hvězdy – Sohair Zaki, Fifi Abdou, and Nagwa Fouad, které jsou populární i dnes.
Přestože základní pohyby zůstávají u raqs sharqi stejné, tanec se postupně vyvíjí. Dnes se můžeme u raqs sharqi setkat i s baletními a folklorními tanečními prvky, které do tohoto stylu tance vnesl Mahmoud Reda. Při vstupu na scénu používají tanečnice často závoj, který po chvíli odhazují. Součástí představení bývá i bubnové sólo, kdy tanečnice tančí pouze za doprovodu bubínků. Nejdůležitějšími prvky jsou různé shimmi, akcenty a mimika. Tato část je velmi svižná, zábavná a u publika mívá bouřlivý ohlas. Celkové představení trvá oproti jiným stylům poměrně dlouho. Původně mívaly jednotlivé skladby i 30 minut.
Kostým na raqs sharqi je barevný a velmi bohatě zdobený. Jeho součástí je podprsenka, dlouhá sukně s rozparky nebo bez a zdobený pás na boky. Nejrůznější třásně, penízky či korálkové řetízky dávají vyniknout shimmi pohybům a akcentům. Tanečnice často nosí boty na podpatku.

### Baladi
(také beledi nebo beladi)
Baladi je folklórní, zemitý tanec v 4/4 rytmu. Styl baladi je velmi podobný saidi, i co se týče druhu hudby. Je hravý a živý, ale netančí se s hůlkou.
Kostým tvoří pouze beledi šaty, které bývají vyrobeny z přírodních materiálů, což jim dodává folklórní vzhled. Mohou být ale i z lesklých a třpytivých materiálů. Takové šaty jsou pak vhodnější pro různá kabaretní vystoupení.

### Saidi
Styl saidi pochází z jihovýchodní části Egypta z oblasti zvané Saidi. Saidi je tanec velmi živý, hravý, až laškovný, ve 4/4 rytmu. Zároveň je to styl zemitý, a proto se používají různé poskoky. Tančí se s jednou nebo dvěma holemi, původně vyráběnými z bambusu.
Rozlišujeme dva druhy saidi: Raks Assaya a Tahtib. Tahtib tančí dva muži napodobující umění boje se zbraní. Raks Assaya mohou tančit jak muži, tak ženy. Ženy mívají hole na jednom konci zahnuté a využívá se různých náročných prvků, jako je točení v ruce či točení celého těla s holí položenou na hlavě. V jedné ruce se hůl drží na jejím nezahnutém konci. Saidi je ale možné tančit i bez hole.
Ženská forma saidi je jemnější a hravější, částečně imitující Tahtib, což se projevuje i v jemném bouchání holí o zem.
Na saidi nosí tanečnice dlouhé beledi šaty, které mohou být doplněné o šátek přes boky či šátek na hlavu. Tančí se bosky nebo v měkkých piškotech.

### Khaleegy
Je taneční a hudební styl z oblasti Perského zálivu. Khaleegy užívá specifických rytmů souhrnně označovaných jako saudi (nezaměňovat se saidi). Jedná se o 2/4 rytmus.
Khaleegy je rychlý skupinový tanec, který tančí pouze ženy pro ženy. Někdy se mu také říká tanec vlasů, protože právě vlasy hrají u tohoto stylu velkou roli. Nosí se rozpuštěné a při tanci se s nimi různě pohazuje ze strany na stranu, nebo se hlavou opisují kroužky a osmičky.
Kostým na khaleegy se nazývá Thobe Al Nashaar a je to vlastně dlouhá volná tunika. Ta se při tanci různě přidržuje a nadzvedává, volnými rukávy se taktéž zakrývá hlava. Pozornost je zaměřena na nohy, paže a vlasy.

### El Hagalla
El Hagalla je termín používaný v Mersa Matrúh, oblasti pobřeží Středozemního moře. Průkopník, tanečník a gymnasta Mahmoud Reda, spoluzakladatel Reda Troupe Dance, se při návštěvě Marsa Matrouh inspiroval místním tanečníkem, aby vytvořil tuto choreografii. Pro hagallu je typický krok jako v písku v poušti, podobný 3/4 shimmy pánví. Tanec El Hagalla tančí muži i ženy dohromady. Při tanci vytleskávají rytmus a doprovází tanečním krokem svatební námluvy, jimiž je tanec součástí v oblasti Marsa Matrouh.

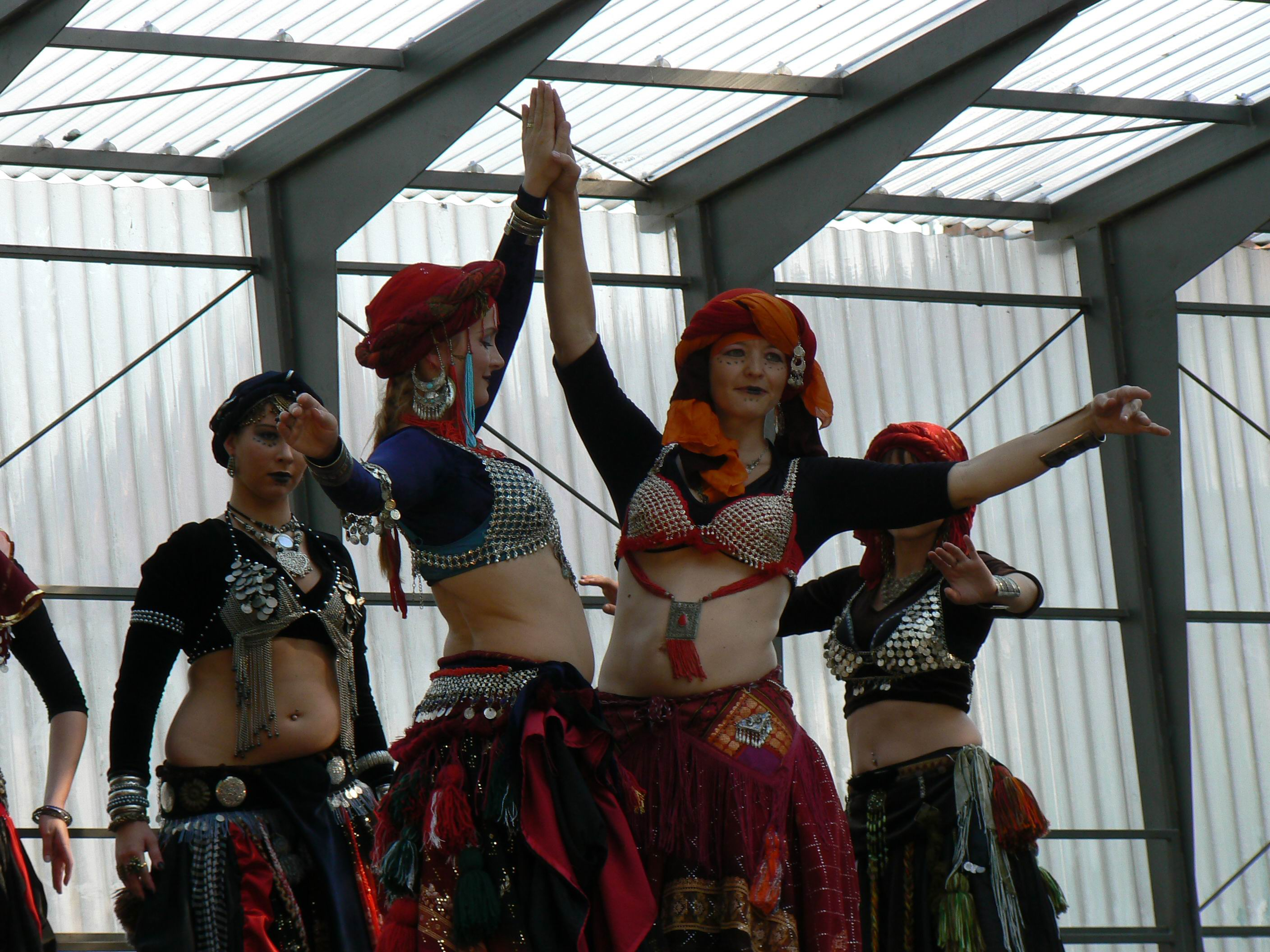
Tanečnice tribal dance

### Ostatní
- Turecký styl
- Folklorní orientální tance z jednotlivých zemí MENAHT a Blízkého východu

## Pomůcky používané při tanci
- Svíce
- Shamadan, svícen na hlavě tanečnice
- Šavle
- Závoj – jeden či dva, polokruhové nebo obdélníkové
- Hůl – viz saidi
- Činelky
- Křídla ISIS
- Tamburíny
- Hadi
- Vějíře s peřím či závojové

## Kostýmy
Do kurzů břišního tance je vhodné nosit něco pohodlného, v čem se cítí žena dobře. Vhodné je upnuté tričko (nemusí končit těsně pod prsy), abyste mohly kontrolovat správné pohyby trupu a břicha. Dále volná sukně či pohodlné kalhoty, kterým některé lektorky dávají přednost. Mohou tak neustále kontrolovat, zda mají jejich žačky správný postoj, který je při tanci velmi důležitý. Na nohy postačí baletní piškotky či tlusté ponožky (pozor, mohou klouzat).
Po několika hodinách ženy často zatouží po penízkovém šátku. Ten ale není nutný, postačí i jakýkoliv jiný šátek s delšími střapci. Šátky napomáhají při učení některých prvků, např. shimmi rameny i pánví nebo hip lifty a hip dropy.
Profesionální tanečnice nosí na vystoupení kostýmy, které se styl od stylu liší. Nejčastěji je jejich součástí zdobená podprsenka, sukně a zdobený pás přes boky. Jako doplňky slouží různé závoje přes obličej, rukavičky, čelenky, šátky na hlavu nebo široké rukávy na paže. Některé styly mají kostým sestaven pouze z dlouhý šatů. Nedílnou součástí kostýmu jsou šperky – výrazné náušnice a náhrdelníky, nákotníčky a náramky. Kostýmy jsou často velmi pestré a zdobené penízky, korálky, flitry nebo výšivkou.
Více o kostýmech najdete pod jednotlivými styly tance.

## Mužský orientální tanec

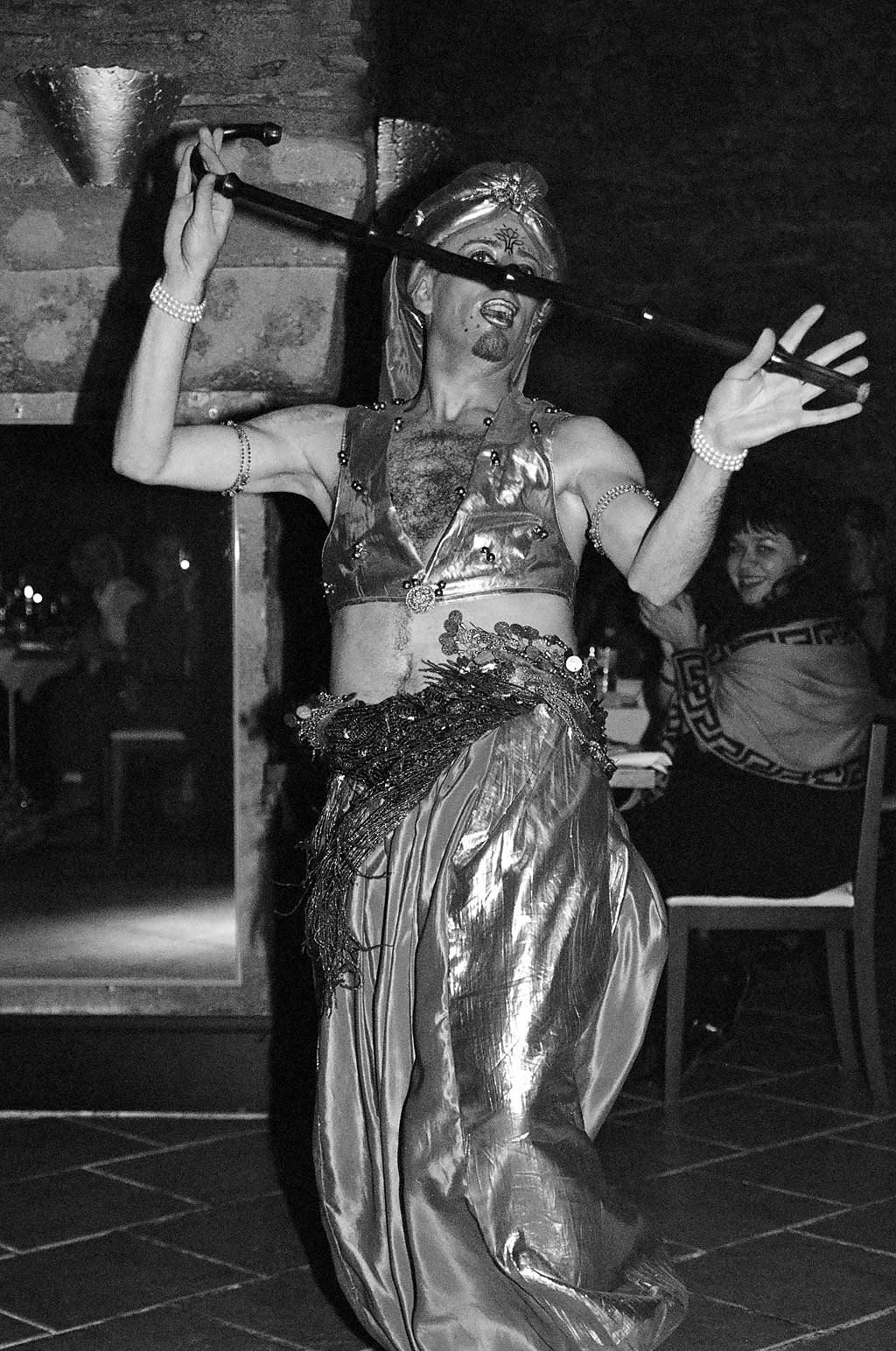
Mužský tanečník břišního tance v Istanbulu

Přestože bývá orientální tanec považován za výsostně ženskou záležitost, můžeme se po celém světě setkat i s mužskými tanečníky. Mezi ženským a mužským orientálním tancem je ale několik rozdílů. Už jen fyzické odlišnosti způsobují, že stejné prvky vypadají u ženy a u muže jinak. Mužský styl zahrnuje také propracovanější krokové variace. Z hlediska historie bylo úkolem mužských tanečníků chránit ženy. V jejich stylu tance je tedy často vidět odhodlání, síla a bojovnost. Mužským tanečníkům se proto doporučuje dodržovat několik pravidel, např. netancovat tolik na špičkách, dělat ostré a výrazné pohyby tam, kde by žena udělala jemné a pomalé, netančit zády k publiku, atd. Pravdou ale je, že výše uvedené body jsou spíše doporučení než striktní pravidla a někteří tanečníci si vytvořili svůj vlastní osobitý styl, který uvedené body vůbec nerespektuje.